# Ormosia loretta
Ormosia loretta är en tvåvingeart som beskrevs av Alexander 1976. Ormosia loretta ingår i släktet Ormosia och familjen småharkrankar. Inga underarter finns listade i Catalogue of Life.